# Dolichostoma nigricaudum
Dolichostoma nigricaudum är en tvåvingeart som beskrevs av Blanchard 1963. Dolichostoma nigricaudum ingår i släktet Dolichostoma och familjen parasitflugor. Inga underarter finns listade i Catalogue of Life.